# Émilie Heymans
Émilie Heymans (n. 14 decembrie 1981, région métropolitaine de Bruxelles, Valonia, Belgia) este o săritoare în apă ce a reprezentat Canada, medaliată olimpică. A participat la 4 ediții ale Jocurilor Olimpice (2000, 2004, 2008, 2012) în care a câștigat două medalii de argint și două medalii de bronz.